# Frederick Hamilton-Temple-Blackwood (3e marquis de Dufferin et Ava)
Frederick Temple Hamilton-Temple-Blackwood, 3e marquis de Dufferin et Ava (26 février 1875 - 21 juillet 1930), est un soldat et homme politique britannique. Il est mort dans un accident d'avion en 1930 à l'âge de 55 ans.

## Jeunesse
Lord Dufferin est né le 26 février 1875 à Ottawa, Ontario, Canada, pendant le mandat de son père en tant que gouverneur général du Canada,. Il est le quatrième fils de Frederick Hamilton-Temple-Blackwood, 1er marquis de Dufferin et Ava et de Hariot Hamilton-Temple-Blackwood, marquise de Dufferin et Ava. Alors que son père est Gouverneur général des Indes dans les années 1880, sa mère est connue pour avoir dirigé une initiative visant à améliorer les soins médicaux pour les femmes en Inde britannique.

## Carrière
Hamilton-Temple-Blackwood rejoint le 9th Lancers en tant que sous-lieutenant le 11 août 1897. Il est promu lieutenant le 9 octobre 1899 et sert avec son régiment pendant la seconde guerre des Boers de 1899 à 1901, où il est présent aux combats de Belmont, Enslin, Modder River, Magersfonstein, la relève de Kimberley, et au siège de Bloemfontein et Pretoria. Il est également présent lors des combats qui suivent dans le Transvaal, la colonie de la rivière Orange et la Colonie du Cap, où il est grièvement blessé la veille de Noël 1900. Mentionné à deux reprises dans des dépêches (dont celle du 31 mars 1900), il est décoré de l'Ordre du Service distingué (DSO) en novembre 1900 pour son service pendant la guerre.
Hamilton-Temple-Blackwood prend sa retraite de l'armée en 1913 avec le grade de capitaine.

### Première Guerre mondiale
Après avoir quitté l'armée, Hamilton-Temple-Blackwood est nommé secrétaire militaire du gouverneur général d'Australie, Sir Ronald Munro-Ferguson (plus tard vicomte Novar), qui est son beau-frère. Après le déclenchement de la Première Guerre mondiale, il rejoint son ancien régiment, le 9th Lancers, et est grièvement blessé alors qu'il sert sur le front occidental en octobre 1914 et est ensuite transféré dans les Grenadier Guards. Il est de nouveau grièvement blessé à l'automne 1915, n'ayant repris son service que trois jours. Il sert comme capitaine d'état-major dans la division des gardes en 1916 et est détaché auprès du Machine Gun Corps en tant qu'instructeur en 1918. Après la guerre, il est président de l'Ulster Ex-Servicemen's Association.

### Fin de carrière
Hamilton-Temple-Blackwood accède au marquisat à la mort de son frère aîné, Terence Hamilton-Temple-Blackwood, 2e marquis de Dufferin et Ava, le 7 février 1918. Son frère aîné Archibald, comte d'Ava est tué au combat à Waggon Hill pendant la guerre des Boers en janvier 1900, tandis que son autre frère, Lord Basil Blackwood, a péri dans une attaque contre les tranchées allemandes en juillet 1917.
Lord Dufferin est élu au Sénat du Parlement d'Irlande du Nord en 1921, où il est président de 1921 à 1930, et est admis au Conseil privé d'Irlande le 16 septembre 1921 et au Conseil privé d'Irlande du Nord le 12 décembre 1922. Il est aide de camp de la Royal Naval Reserve (RNVR) du roi George V et est nommé vice-amiral d'Ulster par le roi en 1923, poste que son père avait occupé.

## Vie privée
Lord Dufferin se marie le 10 juin 1908 avec Brenda Woodhouse, fille unique du major Robert Woodhouse, d'Orford House, Bishop's Stortford, Hertfordshire. Ils ont deux enfants : 
- Basil Hamilton-Temple-Blackwood (4e marquis de Dufferin et Ava) (1909-1945), qui épouse Maureen Constance, la deuxième fille d'Arthur Ernest Guinness (fils d'Edward Guinness, 1er comte d'Iveagh)[5]
- Veronica Brenda Hamilton-Temple-Blackwood (1910-1971), qui épouse Antony Hornby, deuxième fils de St John Hornby, de Shelley House, Chelsea et Chantemarle, Dorset, le 17 décembre 1931 (div. 1940) puis se remarie avec le chef d'escadron EH Maddick de la Royal Air Force en octobre 1941 (div. 1947); et enfin avec le capitaine Thomas Andrew Hussey de la Royal Navy le 15 juin 1947 (div. 1956); et en quatrièmes noces à Peter Rebuck Wolfe en juillet 1956[5].

Le 21 juillet 1930, Lord Dufferin vole avec un groupe d'amis de Berck, un petit village de France près du Touquet, vers l'Angleterre lorsque l'avion s'écrase à l'extérieur de Meopham, dans le Kent, tuant tous les passagers à bord : Edward Simons Ward, la vicomtesse Ednam, épouse du vicomte Ednam (héritier du comte de Dudley) et fille de Cromartie Sutherland-Leveson-Gower (4e duc de Sutherland); et Mme Loeffler, une hôtesse bien connue de la société, ainsi que le pilote, le lieutenant-colonel George Lochart Henderson et le pilote assistant, CD Shearing. Lord Dufferin est enterré dans le cimetière familial de Clandeboye, comté de Down.
La veuve de Lord Dufferin se remarie après sa mort avec Henry Charles Somers Augustus Somerset (1874-1945), le fils unique d'Henry Somerset (lui-même le frère de Henry Somerset (9e duc de Beaufort)) le 28 janvier 1932. Mme Somerset est décédée le 17 juillet 1946.